# 4-й Транзитний провулок (Житомир)
4-й Транзитний провулок — провулок в Корольовському районі міста Житомир.

## Розташування
Знаходиться на теренах Мар'янівки — Смоківки. Бере початок від 2-ї Мар'янівської лінії. Прямує на південний захід. Закінчується перехрестям з вулицею Якова Зайка. Має перехрестя з 1-ю Мар'янівською лінією, вулицею Луговою.

## Історія
Система Транзитних провулків виникла за місцем розташування меліоративних каналів на колишньому полі, де на початку ХХ століття розташовувалося Смоківське болото.
Провулок виник у 1955 році як 4-й Транзитний проїзд. У 1958 році закріплена чинна назва.
Станом на кінець 1960-х років провулок та його садибна забудова сформовані на ділянці між нинішніми 1-ю Мар'янівською лінією та вулицею Якова Зайка.